# Burgstall Ramsau
Der Burgstall Ramsau ist eine abgegangene Burganlage bei der Gemeinde Ramsau im Bezirk Lilienfeld in Niederösterreich.
Die Burg war der Sitz des Geschlechts der Ramsauer, einer um 1414 ausgestorbenen Adelsfamilie. Eine kleine Kirche war ebenfalls Bestandteil der Anlage, wie aus einer Urkunde um 1342 bekannt ist.